# 藤原春津
藤原 春津（ふじわら の はるつ）は、平安時代初期から前期にかけての貴族。藤原式家、左大臣・藤原緒嗣の次男。官位は従四位上・刑部卿。

## 経歴
天長年間初頭に抜擢されて左近将監に任官。天長7年（830年）皇太后宮大進（皇太后は橘嘉智子）に転任、翌天長8年（831年）2月に淳和天皇が後宮で曲宴を開いた際に昇叙され、従五位下に叙爵する。同年近江権介に任ぜられる。
仁明朝に入り、天長10年（833年）従五位上に昇叙されるが、翌承和元年（834年）備中権守に遷る。承和5年12月（839年1月）に侍従に任じられ京官に復す。承和9年（842年）正五位下・右馬頭に叙任。また同年3月には渤海使に勅を伝えるために鴻臚館へ派遣されている。翌承和10年（843年）左大臣であった父・緒嗣の致仕表提出時に特に従四位下に叙せられた。
嘉祥2年（849年）渤海使に勅書と太政官牒を渡すために、参議・小野篁らと共に鴻臚館へ派遣されている。文徳朝前半は右兵衛督や刑部卿を歴任し、仁寿元年（851年）には従四位上に叙せられている。天安元年（857年）但馬守に転じると、貞観元年（859年）備前守と文徳朝末から清和朝初頭にかけて地方官を務めたが、いずれも現地に赴任しなかった。貞観元年（859年）7月13日卒去。享年52。最終官位は従四位上行備前守。

## 人物
姿形が美しく、心がけも上品であった。名門福貴の家柄に生まれ、兄・家緒の死によって父・緒嗣の後継者となったが、出世や物欲に無関心で、蒐集した馬の観賞のみを楽しみとして、出仕しようとしなかった。文徳天皇は彼の隠遁ぶりを「南山の玄豹」と評した。『尊卑分脉』には彼を「日本第一富人名人也」と記している。また、父が建立していた観音寺を完成させたことでも知られている。

## 官歴
『六国史』による。
- 天長年間初頭：左近将監
- 時期不詳：正六位上
- 天長7年（830年） 日付不詳：皇太后宮大進（皇太后は橘嘉智子）
- 天長8年（831年） 2月16日：従五位下。日付不詳：近江権介
- 天長10年（833年） 11月18日：従五位上
- 承和元年（834年） 日付不詳：備中権守
- 承和5年（838年） 12月20日：侍従
- 承和9年（842年） 正月7日：正五位下。7月25日：右馬頭
- 承和10年（843年） 正月21日：従四位下
- 嘉祥3年（850年） 日付不詳：辞官（母服喪）
- 時期不詳：右兵衛督
- 仁寿元年（851年） 4月1日：出居侍従。11月26日：従四位上
- 仁寿年間初頭：刑部卿
- 斉衡4年（857年） 正月14日：但馬守
- 貞観元年（859年） 正月13日：備前守。7月13日：卒去（従四位上行備前守）

## 系譜
『尊卑分脈』による。
- 父：藤原緒嗣
- 母：蔵垣人山（または企）の娘
- 妻：紀御依の娘
  - 八男：藤原枝良（845-917）
- 生母不明の子女
  - 男子：藤原常氏
  - 男子：藤原常仁
  - 男子：藤原常数
  - 男子：藤原在数
  - 女子：藤原文弘または藤原興邦室